# Tresäde
Tresäde, även treskiftesbruk, trevångsbruk och tredingsbruk, är ett gammalt system inom jordbruket, vilket innebär att man delar in en åkermark i tre gärden (vångar, skiften). Ett av gärdena får ligga i träda medan de två övriga bär mognande säd, vanligen höstsäd närmast efter trädet och därefter vårsäd – dessa skiftas sedan varje år.
Denna växtföljd började användas på 700-talet och kom i allmänt bruk genom att Karl den store befallde att det skulle införas vid alla kronans gods i stället för den planlösa omväxling av grödorna som varit vanlig tidigare. Vid medeltidens slut var treskiftesbruket det allmännaste brukningssättet i större delen av Europa. Då en mängd hävdvunna bruk och lagbestämmelser (byordningar) grundats på treskiftesbruket vidhölls det med stor envishet och avskaffades först i samband med de jordbruksreformer som i de flesta länder började genomföras under senare delen av 1700-talet.

## Sverige
I Sverige var det vid början av 1800-talet det förhärskande brukningssystemet i Skåne, Småland, angränsande delar av Östergötland, Värmland, Närke, Gotland och Öland samt i vissa delar av Blekinge, Halland, Västergötland och Dalsland samt Gävleborgs och Västernorrlands län. Systemet användes främst i områden med bördig odlingsmark eller områden med god tillgång på gödsel. Ofta i områden längs gränsen mellan ensäde och tvåsäde.
Då mer och mer av ängsmarken omvandlades till åkermark blev det nödvändigt att övergå från treskiftesbruk, som inte lämnade annat djurfoder än halm, till sådana växtföljder i vilka även foderodling ingick. Detta och andra orsaker ledde till att treskiftesbruket övergavs under 1800-talet.